# Bambara-Erdnuss
Die Bambara-Erdnuss (Vigna subterranea), im deutschen Sprachraum auch Erderbse oder Angola-Erbse, sowie früher auch Kriechender Erdbohrer genannt, ist eine Pflanzenart aus der Gattung Vigna in der Unterfamilie der Schmetterlingsblütler (Faboideae) innerhalb der Familie der Hülsenfrüchtler (Fabaceae). Ihr deutscher Trivialname Bambara-Erdnuss leitet sich von der ethnischen Gruppe der Bambara her. Diese Nutzpflanze ist nahe verwandt mit einer Reihe anderer „Bohnen“ genannter Feldfrüchte.
Sie stammt aus Westafrika und wird in weiten Teilen Afrikas, Asiens, Australiens und Mittel- und Südamerikas kultiviert. Hauptanbauländer sind Burkina Faso, Mali, Kamerun und Niger, sowie Nigeria, Tschad und Ghana.
Sie ist eine ausgesprochen trockenheitsresistente Pflanzenart, die auch nährstoffarme Böden verträgt. Ähnlich sind die häufig genutzten Samen der Augenbohne oder der Erdbohne. Die wichtigste umgangssprachliche Bezeichnung im Anbaugebiet (frankophones Westafrika) lautet „Voandzou“.

## Beschreibung und Ökologie

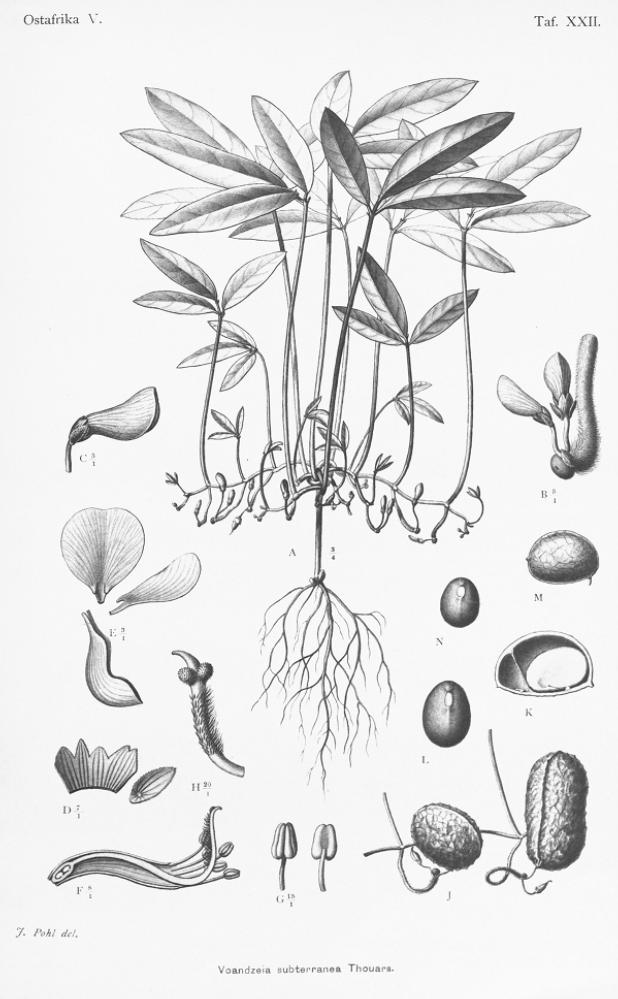
Illustration

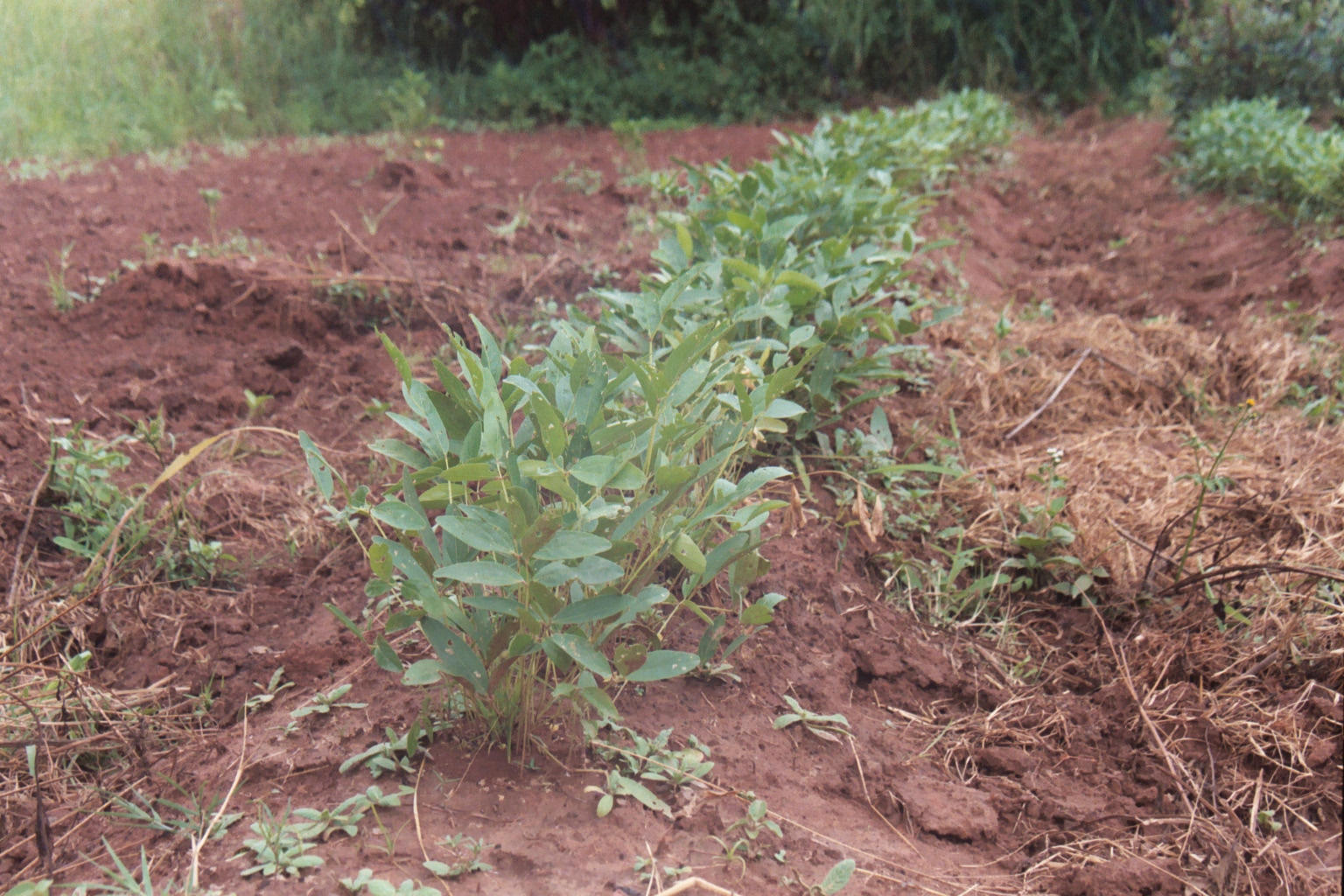
Habitus im Feldanbau

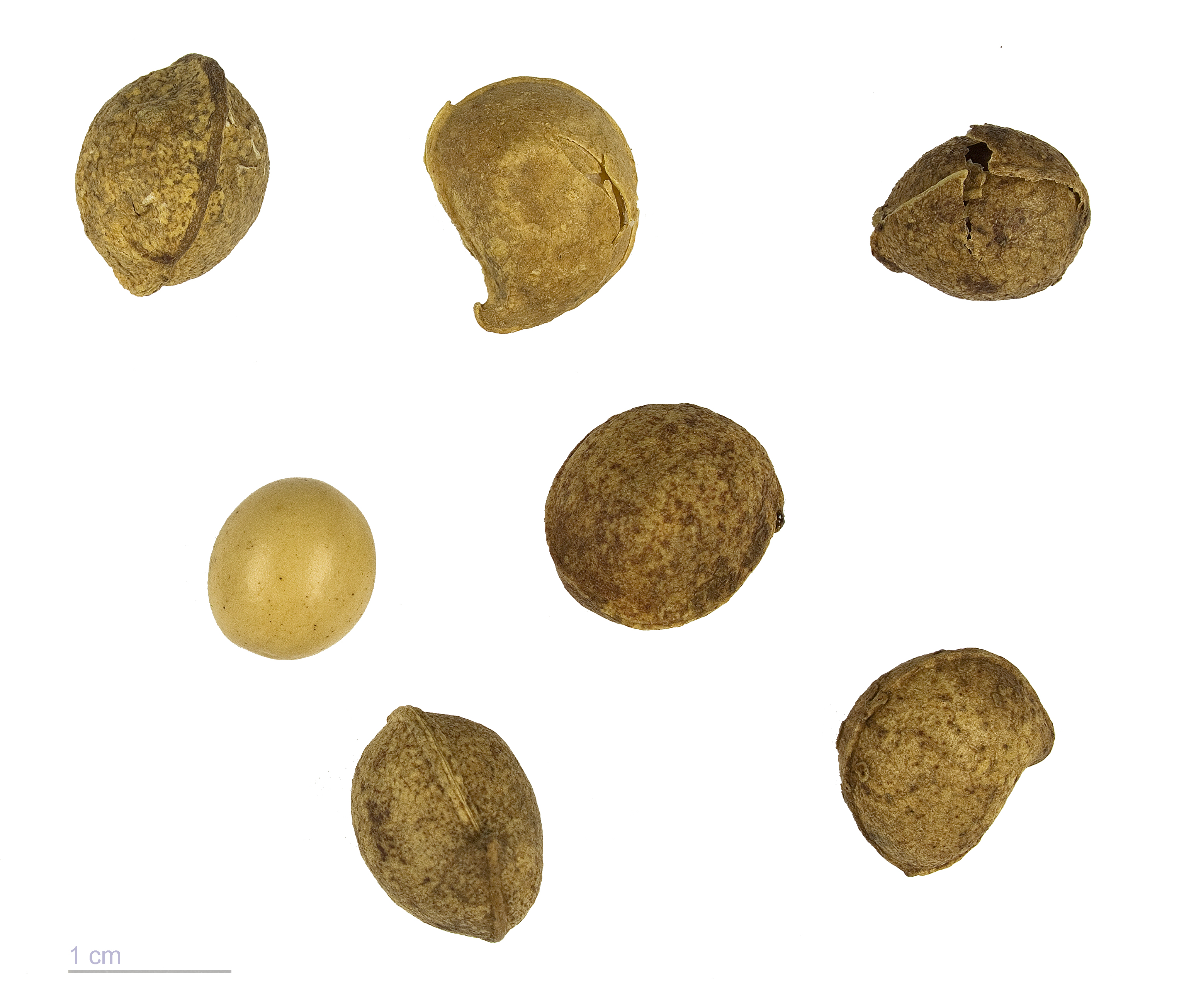
Früchte und Samen

### Vegetative Merkmale
Die Bambara-Erdnuss ist eine einjährige, ursprünglich flach kriechende, domestiziert aufrechte, bis etwa 30 Zentimeter hohe krautige Pflanze. Sie bildet eine Pfahlwurzel.
Die wechselständig angeordneten Laubblätter sind in Blattstiel und -spreite gegliedert. Der Blattstiel ist bis 30 Zentimeter lang. Die Blattspreite ist dreizählig unpaarig gefiedert. Die kurz gestielten Fiederblättchen sind bei einer Länge von bis zu 10 Zentimetern elliptisch bis eiförmig mit gerundetemr bis eingebuchtetem oberen Ende. Die Nebenblättchen (Stipeln) der Fiederblättchen sind sehr klein.

### Generative Merkmale
Nahe am Boden auf einem behaarten Blütenstandsschaft befinden sich die ein- bis dreiblütigen Blütenstände. Die Blütenstiele sind nur kurz.
Die zwittrige Blüte ist zygomorph mit doppelter Blütenhülle. Es sind fünf Kelchblätter mit kurzen Kelchlappen vorhanden.  Die weißlich-gelben Kronblätter sind in Form der Schmetterlingsblüten angeordnet. Von den zehn Staubblättern ist nur eins frei. Es ist nur ein oberständiges Fruchtblatt vorhanden. Der lange, gebogene, im oberen Teil bärtige Griffel endet in einer zweiteiligen Narbe. Es sind extraflorale Nektarien vorhanden, oft an einer abortiven Blütenknospen.
Die leicht runzlige und bei Reife hell-bräunliche Hülsenfrucht ist bei einer Länge von 2,5 bis 4 Zentimetern meist rundlich oder selten länglich und enthält meist nur einen oder selten zwei Samen. Die bei einer Länge von etwa 1 Zentimetern rundlichen bis ellipsoiden, teils abgeflachten, glatten und harten Samen sind von unterschiedlicher Farbe (hell, rot, orangefarben, schwarz, auch gefleckt). Um das weiße Hilum ist manchmal ein farbiges „Auge“ ausgebildet. Die Hülsenfrüchte wachsen wie bei der Erdnuss an einem langen Karpophor unter der Erde, sie sind aber härter. Dies ist eine Anpassung an Buschfeuer, die das Verbrennen der Samen verhindert. Es ist also eine geokarpe (boden-, erdfrüchtige) Pflanzenart.
Die Chromosomenzahl beträgt 2n = 22.

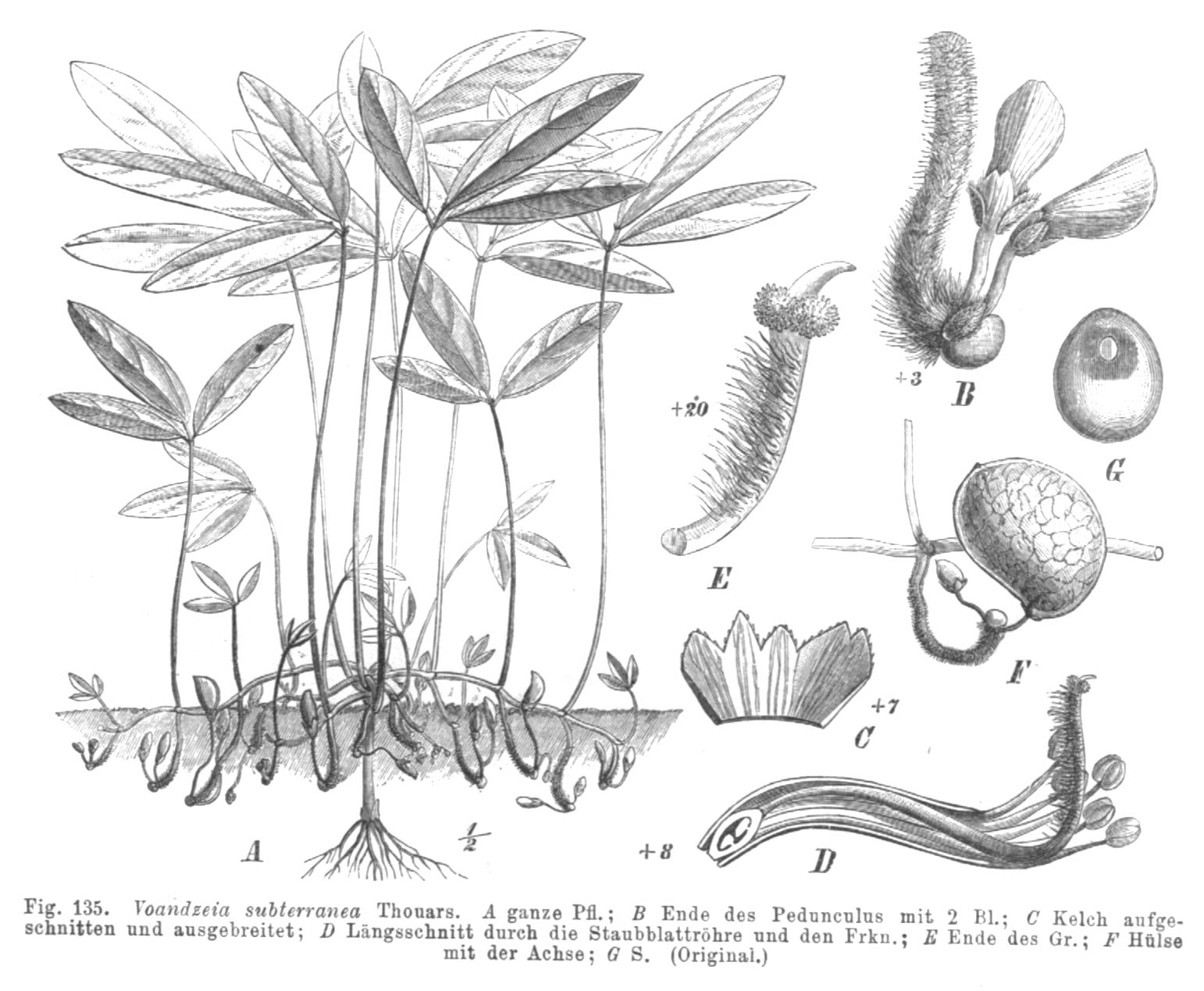
Illustration von Taubert

## Systematik
1648 beschrieb sie erstmals Marcgrave de Liebstad als „Mandubi d'Angola“. Die gültige Erstveröffentlichung erfolgte 1763 unter dem Namen (Basionym) Glycine subterranea durch Carl von Linné
in Species Plantarum, 2. Auflage Band 2, Seite 1023. Die Neukombination zu Vigna subterranea (L.) Verdc. wurde 1980 durch Bernard Verdcourt in Kew Bulletin, Volume 35, Seite 474 veröffentlicht. Synonyme für Vigna subterranea (L.) Verdc. sind: Voandzeia subterranea (L.) Thouars ex DC. Weiter Synonyme waren Arachis africana Burm., Cryptolobus subterraneus Spreng.
Vigna subterranea gehört zur Sektion Vigna in der Untergattung Vigna innerhalb der Gattung Vigna.

## Nutzung
Man kann die jungen Hülsenfrüchte oder die getrockneten Samen verwenden. Letztere werden entweder eingeweicht und gekocht, oder zu Mehl gemahlen.